# Fran Gámez
Francisco Gámez López, detto Fran (Sagunto, 27 luglio 1991), è un calciatore spagnolo, difensore dell'Albacete.

## Caratteristiche tecniche
È un terzino destro dotato di buona prestanza fisica e velocità.

## Carriera
Cresciuto nel settore giovanile dell'Acero, dal 2013 al 2018 ha militato fra le file dell'Atlético Saguntino nelle serie inferiori del calcio spagnolo.
Passato nel 2018 al Maiorca, ha contribuito alla promozione del club prima in Segunda División e poi in Primera División.
Il 15 luglio 2021 viene ceduto al Real Saragozza. Nel 2024 passa all'Eldense.

## Palmarès

### Club

#### Competizioni nazionali
- Segunda División B: 1

Maiorca: 2017-2018